# Daniel Ochoa

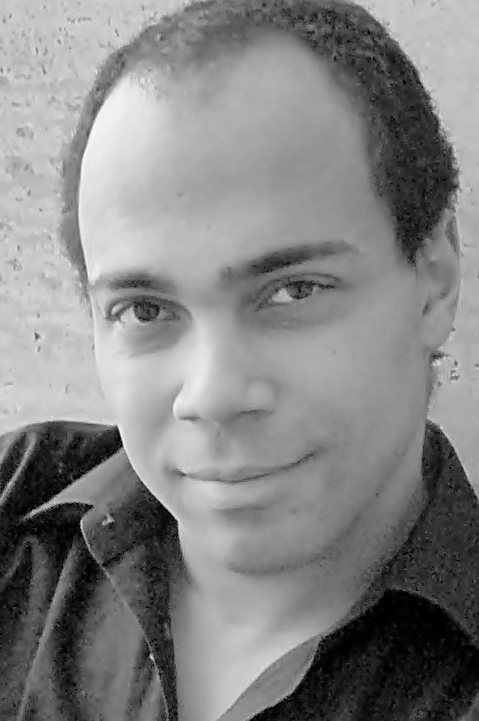
Daniel Ochoa, 2011

Daniel Ochoa (* 1979 in Sangerhausen) ist ein deutscher Lied-, Konzert- und Opernsänger (Bariton).

## Leben
Der Sänger erhielt seine erste musikalische Ausbildung in Leipziger Chören und war zuletzt Mitglied des Gewandhauskinderchores. 1999 begann er sein Gesangsstudium bei Anthony Baldwin an der Hochschule für Musik und Theater Rostock, welches er ab 2002 bei Hans-Joachim Beyer in Leipzig fortsetzte und drei Jahre darauf mit dem Diplom abschloss. Bei Dietrich Fischer-Dieskau, Rudolf Piernay, Marianne Fischer-Kupfer, Horst Günter, Reiner Goldberg, Thomas Quasthoff, Matthias Goerne, Kammersängerin Christa Maria Ziese und Michael Rhodes vertiefte Ochoa seine gesangliche Ausbildung.
Von 2006 und bis 2012 war der Bariton überwiegend als Konzertsänger tätig. Er musizierte u. a. in Konzerthäusern wie der Berliner Philharmonie, dem Gewandhaus zu Leipzig dem Konzerthaus am Berliner Gendarmenmarkt, der Izumi Hall Osaka, der Hitomi Hall Tokyo, dem Konzerthaus DeSingel in Antwerpen, dem Internationalen Haus der Musik Moskau, dem Wiener Konzerthaus sowie in der Semperoper Dresden. Ochoa war darüber hinaus beim Lucerne Festival, dem Flandern Festival, den Dresdner Tagen der zeitgenössischen Musik und dem Leipziger Bachfest zu Gast. Zu seinen musikalischen Partnern zählen unter anderem die Sächsische Staatskapelle Dresden, das Gewandhausorchester Leipzig, die Dresdner Philharmonie, die Radiophilharmonie des Norddeutschen Rundfunks, die Prager Philharmoniker, die Staatskapelle Halle, das Bach Collegium Stuttgart, das Telemann Chamber Orchestra Tokyo, die Berliner Lautten Compagney, das Leipziger Barockorchester, die Kantorei der Dresdner Frauenkirche, der Stuttgarter Kammerchor, der Dresdner Kreuzchor, der Thomanerchor und auch Dirigenten wie Reinhard Goebel, Helmuth Rilling, Roderich Kreile, Georg Christoph Biller, Frieder Bernius, Howard Griffiths, Andreas Spering, Ludwig Güttler und Julia Jones.
Als Opernsänger war er in verschiedenen Theatern zu hören, wie zum Beispiel dem Schleswig-Holsteinischen Landestheater, den Bühnen der Stadt Gera, am Landestheater Altenburg und auch bei freien Opernproduktionen wie in der Kampnagelfabrik Hamburg und dem Europäischen Zentrum der Künste in Dresden-Hellerau. Dabei sang er unter anderem die Titelpartien in Gioachino Rossinis Il Barbiere di Siviglia, Mozarts Don Giovanni und Joseph Haydns Der Apotheker.
Von 2012 bis 2017 sang Daniel Ochoa als festes Ensemblemitglied an der Wiener Volksoper.

## Auszeichnungen
- 2003: 1. Preis beim Leipziger Albert-Lortzing-Wettbewerb
- 2004: Richard-Wagner-Stipendienstiftung.

## CD-Veröffentlichungen
- 2004: 17./18. Dresdner Tage der zeitgenössischen Musik 2003/2004
- 2009: Händel Haydn Mendelssohn – Die Musikjubiläen des Jahres 2009
- 2010: Johann W. Hertel „Die Geburt Jesu Christi“
- 2011: „150 Jahre Gewandhauschor“
- 2012: Ferdinand Hiller (1811–1885): Die Zerstörung Jerusalems
- 2012: Das Kirchenjahr mit Johann Sebastian Bach (N°1) – Advent